# Кравченко Володимир Данилович
Володимир Данилович Кра́вченко (нар. 12 лютого 1925, Уразово — пом. 14 травня 1988, Київ) — український радянський живописець і педагог; член Спілки радянських художників України з 1960 року.

## Біографія
Народився 12 лютого 1925 року в селі Уразовому (нині селище міського типу Валуйського району Бєлгородської області, Росія). Брав участь у німецько-радянській війні. Нагороджений медаллю «За бойові заслуги» (23 травня 1945).
1953 року закінчив Київський художній інститут, де навчався зокрема у Костянтина Єлеви, Карпа Трохименка, Іллі Штільмана, Георгія Меліхова, Михайла Іванова. Відтоді викладав малюнок та живопис у Київській художній середній школі імені Тараса Шевченка.
З 1961 року на творчій роботі. Жив у Києві, в будинку на вулиці Сухумській, № 11, квартира № 1. Помер у Києві 14 травня 1988 року.

## Творчість
Працював у галузі станкового живопису. У стилі соцреалізму створював тематичні картини, пейзажі, портрети. Серед робіт:
- «В Сальських степах» (1953);
- «Весна 1648 року» (1954, у співавторстві з Карпом Трохименком);
- «Дівчина у голубому» (1955);
- «Суботник» (1957);
- «Автопортрет» (1960-ті);
- «Бригада комуністичної праці» (1964);
- «Моряки у бою» (1968);
- «Свято урожаю» (1968);
- «Нам не по дорозі» (1968);
- «Богдан Хмельницький» (1969);
- «Василь Чапаєв» (1969);
- «Чорноморці» (1970);
- «Григорій Котовський» (1971);
- «Тарас Шевченко біля Дніпра» (1972);
- «Щедра осінь» (1973);
- «Комсомольське весілля» (1975);
- «Скоро на сцену» (1976);
- «Земля і люди» (1976);
- «Материнство» (1977);
- «1 Травня» (1977);
- «Мрія про космос» (1978).

Брав участь у республіканських виставках з 1951 року.
Окремі полотна художника зберігаються в Алупкинському палацово-парковому музеї-заповіднику. 